# Guillaume de Courson
Pour les articles homonymes, voir Courson.
 (juillet 2011).
Si vous disposez d'ouvrages ou d'articles de référence ou si vous connaissez des sites web de qualité traitant du thème abordé ici, merci de compléter l'article en donnant les références utiles à sa vérifiabilité et en les liant à la section « Notes et références ».
Guillaume du Buisson de Courson, né à Paris le 10 septembre 1912 et mort dans cette même ville le 11 décembre 1994, est un homme politique français.

## Famille

Blason de la famille du Buisson de Courson

Guillaume de Courson est le fils de Robert du Buisson de Courson, capitaine au 308e régiment d'infanterie, mort pour la France le 7 novembre 1916 à Ablaincourt, et de Germaine Charlotte Lhuillier, morte en déportation le 29 mars 1945 à Bergen-Belsen (la place de L'Hermitière porte en son hommage le nom de Place Germaine-de-Courson). Il est le frère d'Aymard de Courson et l'oncle de Charles de Courson.
Il épouse en premières noces Huguette de La Rochelambert Montfort, fille de Charles de La Rochelambert (1874-1939) et d'Elisabeth d'Herbemont (1886-1969). En secondes noce, il épouse Marie-Thérèse (Maïté) de Vasselot de Régné, sœur de la résistante Odile de Vasselot de Régné, ils sont les parents de : France-Germaine (mère de Charles de Leusse), Robert, Gilles (maire de L'Hermitière), Hugues, Alix et Pierre

## Résistance
En 1942 il rejoint, aux côtés de son frère Aymard, le réseau de résistant Satirist d'Octave Simon « Arsène ».

## Parcours professionnel et politique
Directeur de banque, il est maire de L'Hermitière et conseiller général de l'Orne (canton du Theil) de 1945 à 1995. Il est vice-président du conseil général de l'Orne de 1967 à 1994.
Il est également conseiller régional de Basse-Normandie.

## Mandats
- 1945 - 1994 : Maire de l'Hermitière et conseiller général de l'Orne[3]
- 1967 - 1994 : Vice-président du Conseil général de l'Orne
- 1974 - 1982 : Conseiller régional

## Décorations
- Chevalier de la Légion d'honneur
- Officier de l'ordre national du Mérite
- Croix de guerre 1939–1945
- Médaille de la Résistance française (décret du 31 mars 1947)